# Saint-Pantaly-d'Excideuil
Saint-Pantaly-d'Excideuil é uma comuna francesa na região administrativa da Nova Aquitânia, no departamento Dordonha. Estende-se por uma área de 8,35 km². Em 2010 a comuna tinha 157 habitantes (densidade: 18,8 hab./km²).